# Marie Ringler

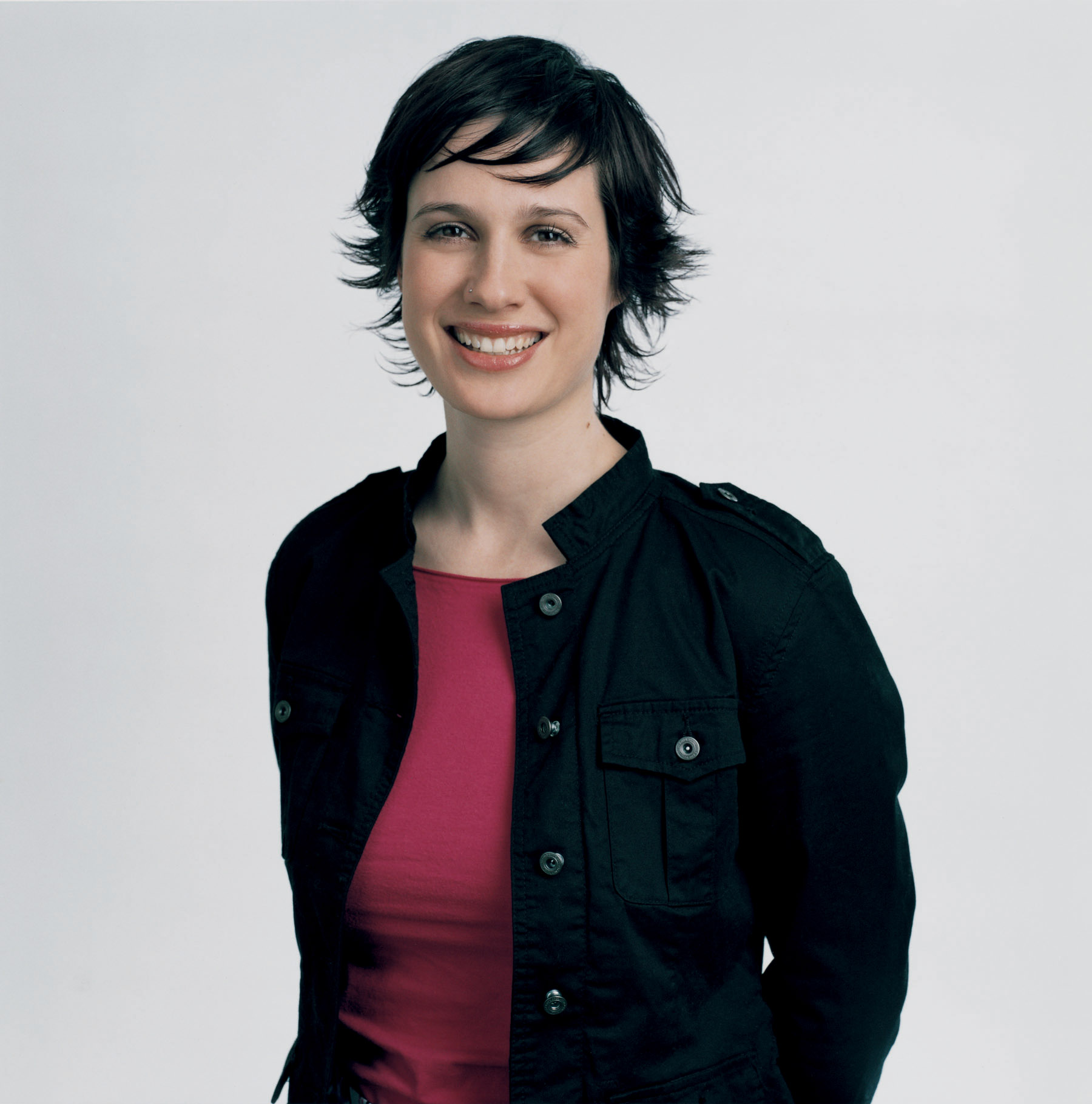
Marie Ringler (ca. 2005)

Marie Ringler (* 31. August 1975 in Wien) ist Europachefin von Ashoka. Seit 2011 ist sie Länderdirektorin von Ashoka für Österreich und Zentral- und Osteuropa. Davor war sie eine österreichische Politikerin der Grünen. 

## Leben
Von 1993 bis 2002 studierte sie in Wien Soziologie, Politikwissenschaft und Frauenforschung und hält einen MBA von der Hochschule St. Gallen. Sie arbeitete bei Public Netbase, unter anderem als Geschäftsführerin.
Von 2001 bis 2010 war sie Kultur- und Technologiesprecherin der Wiener Grünen und Gemeinderätin und Landtagsabgeordnete in Wien. Im Rahmen ihrer politischen Aktivitäten extensive Beiratstätigkeit zu Kunst- und Kulturpolitik, Neue Technologien und Privacy Themen. Auf der Wiener Landesliste für die Nationalratswahl 2006 war sie am 7. Platz, 2008 auf Platz 9 gereiht. Am 20. Oktober 2009 gab sie bekannt, bei den Wiener Landtagswahlen 2010 nicht mehr zu kandidieren. Mit der Wiener Wahl im Oktober 2010 schied Marie Ringler aus dem Wiener Gemeinderat und Landtag aus.
Seit Februar 2011 ist sie als Länderdirektorin und Geschäftsführerin von Ashoka Österreich und Zentral- und Osteuropa, dem weltweit größten Unterstützungsnetzwerk für Social Entrepreneurs, für den Aufbau der Organisation zuständig.
Jury-Mitgliedschaften bei Social Impact Award, SEA Sustainable Entrepreneurship Awards und des Betrieblichen Sozialpreis fair-finance. Sie hält regelmäßig Vorträge und Präsentationen auf österreichischen und internationalen Konferenzen und initiierte zahlreiche Projekte und Veranstaltungen zu den Schwerpunkten Social Entrepreneurship, Impact Investing, Zivilgesellschaft, europäische Medienkultur, Bürgerrechte und Internet, Frauen und Internet und politische Kommunikation. Zahlreiche Interviews und Artikel zu ihren Aktivitäten sowie eigene Publikationen sind in österreichischen und internationalen Medien erschienen. 